# Конфлікт SCO—Linux
Конфлікт SCO—Linux — це серія судових і громадських розглядів між компанією SCO Group (SCO) і різними постачальниками і користувачами Linux.
У 2003 році SCO звинуватила компанію IBM в передачі коду Unix розробникам ядра Linux. Додатково, SCO надіслала лист декільком великим компаніям із попередженням, що використання ними Лінукс без відповідної ліцензії SCO може стати причиною судового переслідування. Цей лист став наслідком появи припущення про можливість появи судових позовів проти рядових користувачів Лінукс. Ця дискусія втягнула у судовий процес AutoZone та Red Hat.
У низці судових розглядів було з'ясовано, що всі права на код Unix належать не SCO, а компанії Novell.  Після цього компанія Novell подала проти SCO позов із звинуваченням використання чужої інтелектуальної власності для судового переслідування інших компаній.  Таким чином, для продовження нападок на IBM і користувачів Linux перед SCO постала необхідність доказів своїх прав на Unix.  SCO не погодилася з позицією Novell, але після багатьох років повторних розглядів судом було винесено рішення, що при продажу пов'язаного з ОС Unix бізнесу компанії SCO компанія Novell не передала SCO права на володіння своєю інтелектуальною власністю, і всі звинувачення, висунуті юристами SCO до інших компаній, безпідставні.
У 2003 році був заснований правозахисний сайт Groklaw.net для відстоювання інтересів вільного програмного забезпечення під час атаки на Linux з боку компанії SCO. Groklaw був визнаний Фондом вільного програмного забезпечення одним з найважливіших соціально значущих вільних проектів, поряд з такими ініціативами, як Tor, Internet Archive, Creative Commons, Sahana і Вікіпедія.
Зазіхання SCO були відкинуті, а сама компанія виснажена судовими розглядами. У 2007 році SCO Group отримала захист від судових процесів згідно з Главою 11 Кодексу США про банкрутство та почала процедуру банкрутства в суді у справах про банкрутство штату Делавер.